# Jerry O'Connell
Jerry O'Connell, nom amb què es coneix Jeremiah O'Connell (Nova York, 17 de febrer de 1974), és un actor, director i guionista de cinema i televisió estatunidenc. És més conegut per les seves intervencions a les sèries de televisió Sliders (1995-1999) o Crossing Jordan (2002-2007) i a les pel·lícules Compta amb mi (1986), Gresca de solters (2001), Cangur Jack (2003), Man About Town (2006) o Piranha 3D (2010).

## Biografia
És fill de Linda (de soltera Witkowski), una professora d'art, i Michael O'Connell, director d'una agència de publicitat d'art. El seu avi matern, Charles S. Witkowski, era l'alcalde de Jersey City (Nova Jersey). O'Connell és d'ascendència irlandesa per part del pare i d'ascendència polonesa per la mare. Es va criar a Manhattan amb un germà menor, Charlie O'Connell, també actor. Va començar la seva carrera com a actor a una edat primerenca. Sent un nen, va fer un anunci comercial per a les galetes Duncan Hines. Poc després, a l'edat d'onze anys, va aconseguir el seu primer paper en una pel·lícula a Compta amb mi (1986).
Va assistir a la Universitat de Nova York entre 1991 i 1994, especialitzant-se en cinema. Mentre va ser allà, va estudiar escriptura per a cinema i va competir a l'equip d'esgrima de la Universitat de Nova York, complint una temporada com a capità de l'equip de sabre. Tot i això, va deixar la universitat, faltant-li diversos exàmens per graduar-se, l'any 1999.

## Carrera
Jerry O'Connell va protagonitzar la comèdia de ciència-ficció My Secret Identity (1988-1991) com l'heroi adolescent que desenvolupa trets sobrehumans. També va actuar a Calendar Girl (1993) al costat de Jason Priestley i Gabriel Olds. Més tard arribaria la comèdia de breu durada de la cadena ABC Camp Wilder (1992), amb Jay Mohr i Hilary Swank. En el seu primer any, O'Connell va assistir a l'audició per al pilot de TV de Sliders . Li va ser ofert el paper de Quinn Mallory a la sèrie, que va durar tres temporades a la Fox i dues temporades a l'Sci-Fi Channel. També hi va participar com a productor en la seva quarta i última temporada, i com a guionista i director de diversos episodis de la producció.
O'Connell ha ascendit a l'estrellat en pel·lícules com Jerry Maguire (1996) protagonitzada per Tom Cruise, Body Shots (1999), a la súperproducció Mission to Mars (2000) juntament amb Don Cheadle i Tim Robbins. La cinta no va funcionar com s'esperava a la taquilla. Més tard arribaria la comèdia Gresca de solters (2001) i Cangur Jack, que es va convertir en l'èxit de la temporada als Estats Units. D'altra banda també ha escrit nombrosos guions com el de First Daughter (2005), dirigida per Forest Whitaker i protagonitzada per Katie Holmes i Michael Keaton, en què també va exercir les tasques de productor. Va tornar a la televisió com el detectiu Woody Hoyt al drama de la NBC Crossing Jordan (2002-2007), va participar en episodis de sèries com Ugly Betty (2007), Las Vegas (2004-2006) o Samantha Who? (2008), protagonitzada per Christina Applegate i emesa per la cadena de televisió ABC.
A la tardor de 2008 O'Connell va actuar a Do Not Disturb (2008) de la Fox, coprotagonitzada per Niecy Nash, però la cadena va cancel·lar el programa després d'emetre tan sols tres episodis. Després, va aparèixer a la pel·lícula Obsessed (2009), protagonitzada per Beyoncé i que va ser apallissada per la majoria de la crítica especialitzada. Posteriorment va participar en l'adaptació de Piranha (1978) titulat Piranha 3D (2010), dirigida per Alexandre Aja i protagonitzada per Elisabeth Shue, Richard Dreyfuss, Ving Rhames i Christopher Lloyd. La cinta va rebre la majoria excel·lents comentaris.

## Vida privada
El 14 de juliol de 2007 es va casar amb l'actriu i exmodel Rebecca Romijn, prop de Los Angeles a Calabasas (Califòrnia). Després de setmanes d'haver-se declarat oficialment que la parella estava tractant que la model quedés embarassada, un publicista va confirmar que Romijn estava embarassada de bessones. O'Connell i Romijn van rebre les seves bessones, Dolly Rebecca Rose i Charlie Tamara Tulip, el 28 de desembre de 2008. A continuació, l'actor es va matricular a l'Escola de Dret Southwestern a la tardor de l'any 2009.

## Filmografia

### Cinema
| Any  | Títol                                        | Rol                         | Notes |
| ---- | -------------------------------------------- | --------------------------- | ----- |
| 1986 | Compta amb mi (Stand by Me)                  | Vernon "Vern" Tessio        |       |
| 1988 | Police Academy 5: Assignment Miami Beach     | Niño en la playa            |       |
| 1993 | Calendar Girl                                | Scott Foreman               |       |
| 1995 | Ranger, the Cook and the Hole in the Sky     |                             |       |
| 1996 | Joe's Apartment                              | Joe                         |       |
| 1996 | Jerry Maguire                                | Frank "Cush" Cushman        |       |
| 1997 | Scream 2                                     | Derek Feldman               |       |
| 1998 | No puc esperar (Can't Hardly Wait)           | Trip McNeely                |       |
| 1999 | The Beast of Today                           | Fabian                      |       |
| 1999 | Body Shots                                   | Michael Penorisi            |       |
| 2000 | Clayton                                      |                             |       |
| 2000 | Mission to Mars                              | Phil Ohlmyer                |       |
| 2001 | Gresca de solters (Tomcats)                  | Michael Delaney             |       |
| 2002 | Els lletjos també suquen (The New Guy)       | Highland Party Twin         |       |
| 2002 | Perseguint un somni (Buying the Cow)         | David Collins               |       |
| 2003 | Cangur Jack (Kangaroo Jack)                  | Charlie Carbone             |       |
| 2004 | Fat Slags                                    | Sean Cooley                 |       |
| 2005 | Teus, meus i nostres (Yours, Mine and Ours)  | Max Algrant                 |       |
| 2006 | The Alibi                                    | Hombre de negocios          |       |
| 2006 | Man About Town                               | David Lilly                 |       |
| 2006 | Habitación 666                               | Lucas Dylan                 |       |
| 2008 | The Parody Video Tom Cruise Wants You to See | Tom Cruise                  |       |
| 2009 | Un bebé a bordo                              | Curtis                      |       |
| 2009 | Obsesionada                                  | Ben Sander                  |       |
| 2010 | Piranha 3-D                                  | Derrick Jones               |       |
| 2010 | Superman/Shazam!: The Return of Black Adam   | Capità Marvel               |       |
| 2013 | Scary Movie 5                                | Christian Grey              |       |
| 2014 | Veronica Mars                                | Sheriff Dan Lamb            |       |
| 2014 | Space Station 76                             | Steve                       |       |
| 2014 | The Lookalike                                | Joe Mulligan                |       |
| 2015 | Justice League: Throne of Atlantis           | Clark Kent/Superman (veu)   |       |
| 2016 | Justice League vs. Teen Titans               | Clark Kent / Superman (veu) |       |
| 2016 | Buscant la Dory (Finding Dory)               | Ralph (veu)                 |       |
| 2017 | Band Aid                                     |                             |       |
| 2017 | Justice League Dark                          | Clark Kent / Superman (veu) |       |
| 2018 | The Death of Superman                        | Clark Kent / Superman (veu) |       |
| 2020 | The F**k-it List                             | Jeffrey Blackmore           |       |

### Televisió
| Any          | Títol                                       | Rol                     | Notes                                                         |
| ------------ | ------------------------------------------- | ----------------------- | ------------------------------------------------------------- |
| 1986         | The Kingdom Chums: Little David's Adventure | Osborne                 |                                                               |
| 1987         | The Room Upstairs                           | Carl                    | Film-TV                                                       |
| 1988         | L'equalitzador (The Equalizer)              | Bobby                   | Episodi: "The Child Broker"                                   |
| 1988         | Ollie Hopnoodle's Haven of Bliss            | Ralph Parker            |                                                               |
| 1988–91      | My Secret Identity                          | Andrew Clements         |                                                               |
| 1989         | Charles in Charge                           | David Landon            | Episodi: "The Organization Man"                               |
| 1990         | TGIF                                        | Brody                   |                                                               |
| 1992         | Camp Wilder                                 | Brody Wilder            |                                                               |
| 1995         | The Ranger, the Cook and a Hole in the Sky  | Mac                     | Film-TV                                                       |
| 1995         | Blue River                                  | Lawrence Sellars        |                                                               |
| 1995–99      | Sliders                                     | Quinn Mallory           |                                                               |
| 1999         | The '60s                                    | Brian Herlihy           | Film-TV                                                       |
| 2001         | Night Visions                               | Andy                    | Episodi: "Rest Stop"                                          |
| 2002         | Going to California                         | Pete Rossock            | Episodi: "Searching For Eddie Van Halen"                      |
| 2002         | Rome Fire                                   | Ryan Wheeler            | Film-TV                                                       |
| 2002–07      | Crossing Jordan                             | Detective Woody Hoyt    |                                                               |
| 2003, 2008   | MADtv                                       | Ted Levin, John Edwards |                                                               |
| 2004         | Without a Trace                             | Joe Gibson              | Episodi: "Hawks and Handsaws"                                 |
| 2004         | The Screaming Cocktail Hour                 | Cantante                |                                                               |
| 2004–06      | Las Vegas                                   | Detective Woody Hoyt    | 5 Episodis                                                    |
| 2005         | Liga de la Justicia                         | Captain Marvel          | Episodi: "Clash"                                              |
| 2007         | On the Lot                                  | Jerry 'The Move'        | Episodi "6 Cut to 5 & 5 Directors Compete"                    |
| 2007         | Ugly Betty                                  | Joel                    | Episodi: "Derailed"                                           |
| 2007         | The Batman                                  | Nightwing               | 2 Episodis: "The Metal Face of Comedy", "Artifacts"           |
| 2007–08      | Carpoolers                                  | Laird                   |                                                               |
| 2008         | Samantha ¿qué?                              | Craig                   | Episodi: "The Gallery Show"                                   |
| 2008         | Do Not Disturb                              | Neal                    | 6 Episodis                                                    |
| 2009         | Midnight Bayou                              | Declan Fitzpatrick      |                                                               |
| 2009         | Eastwick                                    | Colin Friesen           | Dos Episodis: "Red, Bath and Beyond", "Pampered and Tempered" |
| 2010–11      | Los Defensores                              | Pete Kaczmarek          |                                                               |
| 2011         | G.I. Joe: Renegades                         | Barbecue                | Episodi: "Fire Fight"                                         |
| 2012         | Mockingbird Lane                            | Herman Munster          |                                                               |
| 2013         | Jake and the Never Land Pirates             | Pip the Pirate Genie    | Episodi: "Pirate-Genie-In-A-Bottle"                           |
| 2013         | Satisfaction                                | David                   | Episodi: "Penis Face Cat Funeral"                             |
| 2013         | We Are Men                                  | Stuart Strickland       |                                                               |
| 2014         | Drunk History                               | Thomas Jefferson        | Episodi: "Philadelphia"                                       |
| 2014         | The League                                  | Padre Muldoon           | Episodi: "The Heavenly Fouler"                                |
| 2015         | The Librarians                              | Lancelot                | Episodi: "And the Loom of Fate"                               |
| 2015         | Marry Me                                    | Daniel                  | Episodi: "Friend Me"                                          |
| 2016         | The Mysteries of Laura                      | Jon Dunham              | 2 Episodis                                                    |
| 2016         | Billions                                    | Steven Birch            | 2 Episodis                                                    |
| 2016         | Young &amp; Hungry                          | Nick Diamond            | Episodi: "Young & Parents"                                    |
| 2016         | Mistresses                                  | Robert                  | (Temporada 4, 4 Episodis)                                     |
| 2015–16      | Fresh Beat Band of Spies                    | Arizona Jones           | Episode: "Mummy Mayhem"                                       |
| 2016         | Scream Queens                               | Dr. Mike                | 2 Episodis                                                    |
| 2017         | Justice League Dark                         | Superman                |                                                               |
| 2018         | The Big Bang Theory                         | Georgie Cooper          | 3 Episodis                                                    |
| 2019–present | Jerry O'                                    |                         | Anfitrión                                                     |
| 2019         | Where's Waldo                               | Jerry                   | Veu; Episodi: "Hit or Miss In Greece"                         |
| 2020         | Star Trek: Lower Decks                      | Commander Jack Ransom   | Veu                                                           |